# Oldřich Navrátil
Oldřich Navrátil (* 21. října 1952 Třebíč) je český herec. Absolvoval brněnskou JAMU a později hrál v několika většinou experimentálních divadlech.

## Život
Narodil se v roce 1952 v Třebíči, kde také vystudoval gymnázium. V roce 1976 vystudoval činoherní herectví na Janáčkově akademii múzických umění v Brně pod vedením Jarmily Lázničkové. Po skončení školy začal hrát v Divadle na provázku v Brně, kde vydržel dva roky. Následně se přestěhoval do Prahy, kde rok působil v pražském experimentálním souboru Dílna 24. Poté začal hrát v Divadle Ta Fantastika. Hostoval i v jiných divadlech, např. Divadle Minor, v Činoherním klubu, hrál i v Čechově prozatímně osvobozeném divadle. Zde hrál například v Perníkové chaloupce (2000) nebo v Noci s modelkou (2002). V sezóně 2012/2013 měl roční angažmá ve Studiu Ypsilon. V Ypsilonce a rovněž ve Studiu DVA hrál také v sezóně 2016/2017.
Od ledna 2019 nahradil Václava Postráneckého v hlavní roli Jana Krejzy v seriálu TV Prima Krejzovi. Již od 14. října 2018 zastoupil Postráneckého také v úloze moderátora kutilského televizního pořadu Receptář prima nápadů.

### Osobní život a politické angažmá
Z prvního, 24letého manželství se ženou Dagmar, rozenou Kovářovou, dnes Frulovou (* 1965) má dceru Terezu (* 1987), která vystudovala v Itálii dějiny umění. Z jednorázového románku s hotelovou recepční na Jižní Moravě v roce 1981 má ještě nemanželského syna Milana Kočího (* 1982), na kterého platil výživné, ale s nímž neudržuje žádné styky, a který žije ve Veselí nad Moravou. Dne 11. listopadu 2011 se podruhé oženil s přítelkyní Monikou. Ke konci roku 2016 měl tři vnoučata: Emu, Viktora a Nelu. Vlastní chalupu v Číhalíně nedaleko Třebíče, je jí přestavěný starý mlýn.
V roce 2012 obdržel u příležitosti svých 60. narozenin Cenu města Třebíče. V roce 2022 obdržel čestné občanství města Třebíče.
V roce 2014 kritizoval předsedu vlády Bohuslava Sobotku za jeho výrok odsuzující přítomnost vojáků NATO v České republice. V únoru 2018 oznámil, že bude v obvodu č. 53 – Třebíč kandidovat s podporou TOP 09 v senátních volbách v roce 2018. V květnu téhož roku však svou kandidaturu stáhl.

## Dílo

### Divadlo
- DNP
- Dílna 24
- Ta Fantastika
  - Zahrada rajských potěšení
- Čechovo prozatímně osvobozené divadlo
  - Pravda o zkáze Titaniku (1988), role Morgan
  - Dívčí válka (1992), role kníže Přemysl
  - Perníková chaloupka (2000)
  - Loupežníci na Chlumu aneb Statečná Bibiána (2001)
- Agenturní představení
  - Noc s modelkou (2002)
- Divadlo Minor
  - Klapzubova jedenáctka (2005)
  - Válka profesora Klamma (2011)
- Studio Ypsilon
  - Muž na větvi aneb Slavnost na horách (2012)
  - Škaredá středa aneb Teta z Halifaxu (2013)

### Film

#### Sedmdesátá léta
- Strom vědění dobrého (1976) – student Benda
- Stopař (1978) – Fanda
- Panelstory aneb Jak se rodí sídliště (1979) – Franta

#### Osmdesátá léta
- Prázdniny pro psa (1980) – Plavec
- Zakázaný výlet (1981) – Toník
- Opera ve vinici (1981) – Ondra
- Náledí (TV film, 1982)
- Jak svět přichází o básníky (1982) – Nádeníček
- Neúplné zatmění (1982) – dr. Moš
- Hořký podzim s vůní manga (1983) – Kroutil
- Oldřich a Božena (1984) – Křesina
- Všechno nebo nic (1984) – Fuka
- Prodavač humoru (1984)
- Havárie (1985) – Radek
- Tichá radosť (1985) – pacient Salay
- Náhodou je príma (1987) – Polcr
- Nemožná (1987) – Ján
- Dobří holubi se vracejí (1987) – dr. Křížek
- Sedem jednou ranou (1988) – rytíř Wilhelm
- Můj přítel d'Artagnan (1989) – otec

#### Devadesátá léta
- Nemocný bílý slon (1990) – Konrád Outlík
- Začátek dlouhého podzimu (1990) – Miki
- Vracenky (1990) – František
- Pacholátko (1991)
- Kruh (1991)
- Dveře (1991)
- Dno (1991)
- Dívčí válka (záznam představení, 1991) - Přemysl Oráč
- Přítelkyně z domu smutku (TV seriál, 1993)
- Nahota na prodej (1993) – šéfredaktor
- Helimadoe (1993) – otec Emila
- Konec básníků v Čechách (1993) – Nádeníček
- Mezičas (1994) – syn
- Bylo nás pět (TV seriál, 1994) – otec Bajza
- Když se slunci nedaří (TV seriál, 1995) – otec Kabát
- Cesta peklem (1995)
- Draculův švagr (1996) – Norbert
- Chlípník (1996)
- Romeo, Julie a tma (televizní film, 1997)
- Přízrak svobody (1997) – otec
- Když kočky nejsou doma (1997) – pán
- Byl jednou jeden polda II. – Major Maisner opět zasahuje! (1997)
- Nejasná zpráva o konci světa (1997) – voják Josef
- Lotrando a Zubejda (1997) – muezzin
- Zdivočelá země (TV seriál i film, 1997) – Fojtík
- Jak ulovit rybáře Ivana (1998)
- Rivers of Babylon (1998) – Fiškál
- Všichni moji blízcí (1998) – Sošin tatínek Klein

#### Od roku 2000
- Případy detektivní kanceláře Ostrozrak (TV seriál, 2000) – Bušek
- To jsem z toho jelen aneb Poslední učitel v Čechách (TV seriál, 2000)
- Přízraky mezi námi (TV seriál, 2000)
- Válka ve třetím poschodí (2000) – veterinární lékař
- Český Robinson (TV seriál, 2000)
- Trosečníci (povídkový TV film, 2002)
- Iguo-Igua (TV film, 2002)
- Bůh ví (2002) – František Souček
- Takový slušný člověk (2002)
- Waterloo po česku (2002) – 2. doktor Hroboň
- Neděle (2003) – Liška
- Místo nahoře (TV seriál, 2004) – Veselý
- Jak básníci neztrácejí naději (2004) – Nádeníček
- Sluneční stát (2005) – Karel
- Balíci (TV film, 2005)
- Dobrá čtvrť (TV seriál, 2005) – Procházka
- Anděl Páně (2005) – správce
- Stříbrná vůně mrazu (2005)
- Rodinná pouta (TV seriál, 2005) – Boháček
- Horákovi (TV seriál, 2006) – Matěj Horák
- Rafťáci (2006) – vedoucí oddílu
- Poste restante (TV seriál, 2009) – doručovatel Purkrábek
- Doktor od Jezera hrochů (2010) – Julius Dobešek
- Vrásky z lásky (2012) – policista
- Vinaři (2014, TV seriál) – MUDr. Vladimír Luža
- Rudyho má každý rád (2015) – František Beran
- Jak básníci čekají na zázrak (2016) – Nádeníček
- Na vodě (2016, TV seriál) – Josef Kapitán Svoboda
- Špindl (2017) – Ctirad
- Přijela pouť (2018, TV seriál) – Jindra Dressler
- Krejzovi (2018, TV seriál) – Krejza
- Ohnivý kuře (2018, TV seriál) – šéfkuchař Mirek
- Kameňák (2019, TV seriál) – Tonda Kašpar
- Špindl 2 (2019) – Ctirad
- Franta mimozemšťan (2024) – hospodský
- Léto s Evženem (2024) – údržbář Hubert Klíma
- Krtkův svět (2025)